# Michael Hemmer
Michael Hemmer (* 18. Juli 1962) ist ein deutscher Hochschullehrer. Er arbeitet am Institut für Didaktik der Geographie in Münster.
Hemmer studierte nach dem Abitur 1983 bis 1989 Geowissenschaften, Katholische Theologie und Erziehungswissenschaften an der Westfälischen Wilhelms-Universität. Anschließend absolvierte er bis 1991 das Referendariat am Studienseminar Detmold Berleburg. Danach war er bis 2000 Assistent an der Professur für Didaktik der Geographie an der Katholischen Universität Eichstätt. 1996 promovierte er und 2000 habilitierte er sich. Nebenberuflich arbeitete er von 1992 bis 1994 am Willibald-Gymnasium in Eichstätt und von 1996 bis 1997 an der Maria-Ward-Realschule Eichstätt. Seit 1. Oktober 2000 ist er Universitätsprofessor für Didaktik der Geographie an der Westfälischen Wilhelms-Universität Münster.
Zu seinen Forschungsschwerpunkten zählen die geographische Bildung, geographisches Schülerinteresse, räumliche Orientierungskompetenz, Lehrerprofessionalität und Lehrerprofessionalisierung im Fach Geographie, Exkursionsdidaktik, geographiedidaktische Bildungsmedienforschung und Geographiedidaktik.

## Veröffentlichungen (Auswahl)
- Geographische Bildung. In: D. Böhn, G. Obermaier (Hrsg.): Wörterbuch der Geographiedidaktik. Begriffe von A-Z. Braunschweig 2013, S. 99–100.
- Geographiedidaktische Forschung. In: D. Böhn, G. Obermaier (Hrsg.): Wörterbuch der Geographiedidaktik. Begriffe von A-Z. Braunschweig 2013, S. 95–96.
- Kompetenzorientierung. In: D. Böhn, G. Obermaier (Hrsg.): Wörterbuch der Geographiedidaktik. Begriffe von A-Z. Braunschweig 2013, S. 158–160.
- Räumliche Orientierungskompetenz – Herausforderung für Forschung und Schulpraxis. In: A.  Hüttermann et al. (Hrsg.): Räumliche Orientierung. Räumliche Orientierung, Karten und Geoinformation im Unterricht. Braunschweig 2012, S. 10–21.
- Schülerexkursionen im Geographieunterricht. Grundzüge der Exkursionsdidaktik und -methodik. In: W. Gehring, A. Michler (Hrsg.): Außerschulische Lernorte bilingual. Göttingen 2011, S. 85–100.
- Geographie als Unterrichtsfach in der Schule. In: H. Gebhard, R. Glaser, U. Radtke, P. Reuber (Hrsg.): Geographie. Physische Geographie und Humangeographie. 2. überarbeitete Auflage. Heidelberg 2011, S. 64–66.
- Kompetenzorientiert unterrichten. Der Beitrag des Netzwerks „Fachliche Unterrichtsentwicklung Erdkunde“ in Nordrhein-Westfalen. In: C. Meyer, R. Henry, G. Stöber (Hrsg.): Geographische Bildung: Kompetenzen in didaktischer Forschung und Schulpraxis. Braunschweig 2011, S. 176–183 sowie S. 222f.